# Emile Siraut
Emile François Joseph Siraut (Antwerpen, 12 juni 1823 - Bergen, 15 juni 1894) was een Belgisch edelman.

## Levensloop
Emile Siraut, voorzitter van de Commissie van Burgerlijke Godshuizen in Mons, was een zoon van Emmanuel Siraut (1793-1859) en van Delphine Nicaise (1799-1859). Hij was een neef van Dominique Siraut.
Hij trouwde in 1859 in Bergen met Laure Guillochin (1835-1876). Ze kregen twee kinderen.
In 1886 werd hij opgenomen in de Belgische erfelijke adel, met recht van overname van de barontitel van de oudere en uitgedoofde tak Siraut.

## Afstamming
- Henri Siraut (1862-1935) trouwde in 1892 met Lucie Paternostre de Dornon (1873-1938).
  - Maurice Siraut (1894-1951), kapitein vlieger, trouwde in Gent in 1921 met Cecile Feyerick (1902-1936). Met afstammelingen tot heden.